# Rede de Estradas Provinciais de Espanha
A rede de estradas de segundo nível pertence à Rede Secundária de Estradas de Espanha. Esta classe de estradas são da competência das comunidades autonómicas ou das disputas provinciais. Eles tendem ser o elo com outras zonas com as estradas de primeiro nível e com as estradas da rede estatal. Não são muito largas e o seu tráfego é tão pouco são elevadas. A identificação é de verde ou castanho, podem levar a letra ou letras que identificam a que comunidade autonómica ou à província a que pertencem, e a um código numérico que pode ser de 2 ou mais dígitos identificando-se pela ordem da estrada que corresponde com o lugar que ocupa na restante rede principal:   X-???    X-??? 

## Lista de estradas de segundo nível
| Comunidade Autónoma | Via    | Denominação da Via                      | Itinerário                                     |
| ------------------- | ------ | --------------------------------------- | ---------------------------------------------- |
| Andaluzia           | A-301  | -                                       | La Carolina - Úbeda                            |
| Andaluzia           | A-302  | -                                       | Linares - A-44                                 |
| Andaluzia           | A-303  | -                                       | Guarromán - Linares                            |
| Andaluzia           | A-304  | -                                       | Aguilar - Puente Genil                         |
| Andaluzia           | A-305  | -                                       | Andújar - Baena                                |
| Andaluzia           | A-306  | -                                       | El Carpio - Torredonjimeno                     |
| Andaluzia           | A-307  | -                                       | Espejo - Montilla                              |
| Andaluzia           | A-308  | -                                       | Iznalloz - Darro                               |
| Andaluzia           | A-309  | -                                       | Montoro - Castro del Río                       |
| Andaluzia           | A-310  | -                                       | Puente Génave - Siles                          |
| Andaluzia           | A-311  | -                                       | Jaén - Fuerte del Rey - Andújar                |
| Andaluzia           | A-312  | -                                       | Linares - Beas de Segura                       |
| Andaluzia           | A-314  | -                                       | Vejer de la Frontera - Barbate                 |
| Andaluzia           | A-315  | -                                       | Torreperogil - Pozo Alcón - Baza               |
| Andaluzia           | A-317  | -                                       | La Puerta de Segura - Vélez Rubio              |
| Andaluzia           | A-319  | -                                       | Peal de Becerro - Cazorla - Hornos             |
| Andaluzia           | A-320  | -                                       | Mancha Real - Jódar                            |
| Andaluzia           | A-321  | -                                       | Arjona - Torredonjimeno                        |
| Andaluzia           | A-322  | -                                       | Jódar - Cazorla                                |
| Andaluzia           | A-323  | -                                       | Guadahortuna - Iznalloz                        |
| Andaluzia           | A-324  | -                                       | La Cerradura - Huelma                          |
| Andaluzia           | A-325  | -                                       | Moreda - Pedro Martínez - Guadix               |
| Andaluzia           | A-326  | -                                       | Pozo Alcón - Huéscar                           |
| Andaluzia           | A-327  | -                                       | Vélez Rubio - Huércal Overa                    |
| Andaluzia           | A-328  | -                                       | Iznájar - Loja                                 |
| Andaluzia           | A-330  | -                                       | Cúllar - Huéscar - Puebla de Don Fadrique      |
| Andaluzia           | A-331  | -                                       | Lucena - Rute - Iznájar                        |
| Andaluzia           | A-332  | -                                       | Cuevas de Almanzora - San Juan de los Terreros |
| Andaluzia           | A-333  | -                                       | Alcaudete - Priego de Córdoba - A-92           |
| Andaluzia           | A-334  | -                                       | Baza - Huércal Overa                           |
| Andaluzia           | A-339  | -                                       | Cabra - Alcalá la Real                         |
| Andaluzia           | A-341  | -                                       | A-92 - Ventas de Zafarraya                     |
| Andaluzia           | A-342  | -                                       | Monturque - Cabra                              |
| Andaluzia           | A-357  | -                                       | Campillos - Málaga                             |
| Andaluzia           | A-364  | -                                       | Écija - Montepalacio                           |
| Andaluzia           | A-374  | -                                       | Algodonales - Ronda                            |
| Andaluzia           | A-375  | -                                       | Utrera - Puerto Serrano                        |
| Andaluzia           | A-376  | -                                       | Sevilla - Utrera                               |
| Andaluzia           | A-382  | -                                       | Jerez - Arcos de la Frontera                   |
| Andaluzia           | A-383  | Acceso este a La Línea de la Concepción | A-7 - La Línea de la Concepción                |
| Andaluzia           | A-384  | -                                       | Arcos de la Frontera - Antequera               |
| Andaluzia           | A-394  | -                                       | El Arahal - Puente Pájaras                     |
| Andaluzia           | A-397  | -                                       | Ronda - San Pedro de Alcántara                 |
| Andaluzia           | A-401  | -                                       | Úbeda - Moreda                                 |
| Andaluzia           | A-403  | -                                       | Alcalá la Real - Dehesas Viejas                |
| Andaluzia           | A-461  | -                                       | Santa Olalla de Cala - Minas de Riotinto       |
| Andaluzia           | A-484  | -                                       | Bonares - Almonte                              |
| Andaluzia           | A-493  | -                                       | La Palma del Condado - Valverde del Camino     |
| Andaluzia           | A-495  | -                                       | Gibraleón - Rosal de la Frontera               |
| Andaluzia           | A-496  | -                                       | Valverde del Camino - Cabezas Rubias           |
| Aragón              | A-1241 | -                                       | A-1240 - Zaidín                                |
| Asturias            | -      | -                                       | -                                              |
| Ilhas Baleares      | -      | -                                       | -                                              |
| Canarias            | -      | -                                       | -                                              |
| Castela-La Mancha   | -      | -                                       | -                                              |
| Castela e Leão      | -      | -                                       | -                                              |
| Cantabria           | -      | -                                       | -                                              |
| Catalunha           | -      | -                                       | -                                              |
| Estremadura         | -      | -                                       | -                                              |
| Galiza              | -      | -                                       | -                                              |
| La Rioja            | -      | -                                       | -                                              |
| Madrid              | -      | -                                       | -                                              |
| Murcia              | -      | -                                       | -                                              |
| Navarra             | -      | -                                       | -                                              |
| País Basco          | -      | -                                       | -                                              |

(* em construção o projecto)